# Condado de Bugallal
El Condado de Bugallal es un título nobiliario español creado el 2 de marzo de 1896 por el rey Alfonso XIII a favor de Adelaida García y Rodríguez, en memoria de su esposo Saturnino Álvarez y Bugallal, quién había sido Diputado a Cortes y Ministro de Gracia y Justicia.
Por Real Decreto de 12 de febrero de 1906 fue autorizada para designar sucesor.

## Condes de Bugallal
|                           | Titular                                       | Periodo                   |
| Creación por Alfonso XIII | Creación por Alfonso XIII                     | Creación por Alfonso XIII |
| ------------------------- | --------------------------------------------- | ------------------------- |
| I                         | Adelaida García y Rodríguez                   | 1896-1912                 |
| II                        | Gabino Bugallal y Araujo                      | 1912-1932                 |
| III                       | Matilde Bugallal y Rodríguez-Fajardo          | 1932-1932                 |
| IV                        | María del Carmen Bugallal y Rodríguez-Fajardo | 1932-                     |
| V                         | José Ramón Fernández-Bugallal y Barrón        | 1970-2007                 |
| VI                        | María Cristina Fernández-Bugallal y Lorenzo   | 2008-actual titular       |

## Historia de los Condes de Bugallal

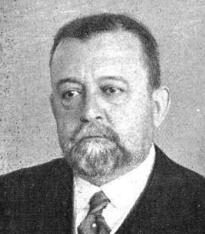
Gabino Bugallal y Araujo, II conde de Bugallal.

- Adelaida García Rodríguez, I condesa de Bugallal.

1. Casó con Saturnino Álvarez Bugallal. Le sucedió:

- Gabino Bugallal y Araujo (1861-1932), II conde de Bugallal.

1. Casó con María Cristina Rodríguez-Fajardo y Codesido. Le sucedió su hija:

- Matilde Bugallal Rodríguez-Fajardo, III condesa de Bugallal.

1. Casó con Luis Usera Bugallal. Sin descendientes. Le sucedió su hermana:

- María del Carmen Bugallal y Rodríguez-Fajardo, IV condesa de Bugallal.

1. Casó con Manuel Fernández Barrón y Barrenechea. Le sucedió su hijo:

- José Ramón Fernández-Bugallal y Barrón (1916-.), V conde de Bugallal.

1. Casó con María del Pilar Lorenzo Blanc. Le sucedió su hija:

- María Cristina Fernández-Bugallal y Lorenzo, VI condesa de Bugallal.

1. Casó con Antonio Vivancos Baño.